# La Pelusilla
La Pelusilla es un barrio perteneciente al distrito Este de la ciudad andaluza de Málaga, España. Según la delimitación oficial del ayuntamiento, limita al norte con los barrios de Virgen de las Angustias y Camino de Olías; al este, con los barrios de Finca El Candado y El Candado; y al sur y al este, con el barrio de La Pelusa.

## Transporte
En autobús está conectado al resto de la ciudad mediante las siguientes líneas de la EMT: 
| Línea | Trayecto                    | Recorrido | Frecuencia |
| ----- | --------------------------- | --------- | ---------- |
| 11    | Alameda Principal - El Palo | Recorrido | 8 minutos  |
| 29    | Jarazmín - El Palo          | Recorrido | 60 minutos |